# Flash Crash de 2010

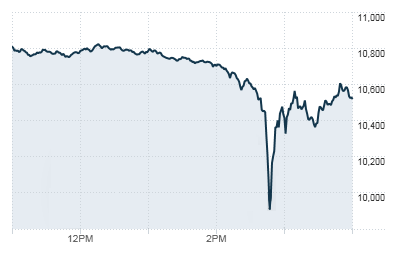
O índice DJIA em 6 de maio de 2010 (11:00 - 16:00 EST)

O Flash Crash de 2010, conhecido simplesmente como Flash Crash foi uma quebra trilionária nas bolsas de valores norte-americanas que teve início às 14h32 EDT e durou aproximadamente 36 minutos.:1 O S&P 500, Dow Jones Industrial Average e o Nasdaq Composite caíram bruscamente e subiram ao patamar anterior rapidamente. O Dow Jones teve a maior queda intraday da história, despencando 998,5 pontos (aproximadamente 9%), apenas para reaver boa parte da queda alguns minutos mais tarde. Um relatório do CFTC de 2014 descreveu o episódio como um dos mais turbulentos da história do mercado financeiro norte-americano.:1
De acordo com um artigo de 2015 do Wall Street Journal, novas regulamentações surgiram a partir do Flash Crash para prevenir incidentes futuros semelhantes, mas, segundo o relatório, estas foram ineficientes, sendo que em 2015 ocorreu sinistro semelhante. No mesmo ano, o Departamento de Justiça dos Estados Unidos condenou Navinder Singh Sarao, trader responsável pela quebra, em 22 crimes relacionados a fraude e manipulação do mercado. O CFTC concluiu que Sarao foi significativamente responsável pela quebra da bolsa. Sarao lançava ordens milionárias e rapidamente as cancelava com o uso de softwares de investimento, a fim de enganar robôs de investimentos participando do mercado, em especial os de alta frequência, responsáveis por boa parte do volume negociado. John Bates, jornalista da Traders Magazine, escreveu que o pequeno investidor de 36 anos trabalhando para a firma de seus pais teria sido culpado da mesma forma que "um raio é culpado por iniciar um fogo", e que as regulamentações criadas a partir do incidente pouco fizeram para prevenir casos semelhantes. As ordens de Sarao eram, segundo reportagem da Bloomberg, basicamente "apostas de 200 milhões de dólares que o mercado iria falhar", e que eram modificadas cerca de 19 mil vezes por Sarao antes de serem canceladas.
Em 2014, o CTFC concluiu que robôs de investimento de alta frequência não causaram o Flash Crash, mas contribuíram para ele ao exigir retorno imediato do mercado.:1